# Henry Glaß
Henry Glaß, nemški smučarski skakalec, * 15. februar 1953, Rodewisch, Vzhodna Nemčija.
Glaß je nastopil na treh Zimskih olimpijskih igrah, v letih 1972 v Saporu, kjer je osvojil osemnajsto mesto na srednji skakalnici in dvajseto na veliki, 1976 v Innsbrucku, kjer je osvojil bronasto medaljo na srednji skakalnici in štiriinštirideseto na veliki, ter 1980 v Lake Placidu, kjer je osvojil enajsto mesto na veliki skakalnici in petnajsto na srednji. Na Svetovnem prvenstvu v poletih 1977 v Vikersundu je osvojil srebrno medaljo na posamični tekmi, na Svetovnem prvenstvu 1978 v Lahtiju pa srebrno medaljo na srednji skakalnici.
Njegov oče Gerhard je bil nordijski kombinatorec.